# Бобслей на зимових Олімпійських іграх 2010
Змагання з бобслею на зимових Олімпійських іграх 2010 року в Ванкувері проходили в Санно-бобслейному центрі Вістлера у Вістлері, Британська Колумбія між 20 і 27 лютого 2010 року.

## Дисципліни (бобслею)
- Двійки (чоловіки)
- Двійки (жінки)
- Четвірки (чоловіки)

## Розклад змагань
| ! День  | Дата                | Старт | Фініш | Дисципліна         | Фази                      |
| ------- | ------------------- | ----- | ----- | ------------------ | ------------------------- |
| День    | Субота 2010-02-20   | 17:00 | 19:40 | Двійка, Чоловіки   | заїзди «1» і «2»          |
| День 10 | Неділя 2010-02-21   | 13:30 | 15:50 | Двійка, Чоловіки   | фінальні заїзди «3» і «4» |
| День 12 | Вівторок 2010-02-23 | 17:00 | 19:00 | Двійка, Жінки      | заїзди «1» і «2»          |
| День13  | Середа 2010-02-24   | 17:00 | 19:00 | Двійка, Жінки      | фінальні заїзди «3» і «4» |
| День 15 | П'ятниця 2010-02-26 | 13:00 | 15:45 | Четвірка, Чоловіки | заїзди «1» і «2»          |
| День 16 | Субота 2010-02-27   | 13:00 | 15:25 | Четвірка, Чоловіки | фінальні заїзди «3» і «4» |

## Перелік країн і учасників від них
| Країна             | Двійка, Чоловіки | Четвірка, Чоловіки | Двійка, Жінки |
| ------------------ | ---------------- | ------------------ | ------------- |
| Австралія          | 2                | 1                  | 1             |
| Австрія            | 2                | 1                  | 0             |
| Бельгія            | 0                | 0                  | 1             |
| Канада             | 2                | 2                  | 2             |
| Хорватія           | 0                | 1                  | 0             |
| Чехія              | 1                | 2                  | 0             |
| Німеччина          | 3                | 3                  | 3             |
| Велика Британія    | 1                | 1                  | 2             |
| Ірландія           | 0                | 0                  | 1             |
| Італія             | 2                | 1                  | 1             |
| Японія             | 1                | 1                  | 1             |
| Латвія             | 2                | 2                  | 0             |
| Ліхтенштейн        | 1                | 1                  | 0             |
| Монако             | 1                | 0                  | 0             |
| Нідерланди         | 1                | 1                  | 1             |
| Польща             | 1                | 1                  | 0             |
| Румунія            | 1                | 1                  | 1             |
| Росія              | 2                | 3                  | 2             |
| Сербія             | 0                | 1                  | 0             |
| Південна Корея     | 0                | 1                  | 0             |
| Словаччина         | 1                | 1                  | 0             |
| Швейцарія          | 3                | 2                  | 2             |
| США                | 3                | 3                  | 3             |
| Загалом: 24 країни | 30               | 30                 | 21            |

## Турнірні здобутки

### Загальний залік
| Місце | Країна    | Золото | Срібло | Бронза | Разом |
| ----- | --------- | ------ | ------ | ------ | ----- |
| 1     | Німеччина | 1      | 2      | 0      | 3     |
| 2     | Канада    | 1      | 1      | 1      | 3     |
| 3     | США       | 1      | 0      | 1      | 2     |
| 4     | Росія     | 0      | 0      | 1      | 1     |

### Медалісти
| Дисципліна         | Золото                                                        | Срібло                                                            | Бронза                                                      |
| Двійка, Чоловіки   | Німеччина Андре Ланге, Кевін Куске                            | Німеччина Томас Флоршутц, Ріхард Адьєй                            | Росія Олександр Зубков, Олексій Воєвода                     |
| Двійка, Жінки      | Канада Кейлі Гамфріс, Гезер Мойс                              | Канада Шеллі-Енн Браун, Гелен Аппертон                            | США Ерін Пек, Елана Меєрс                                   |
| Четвірка, Чоловіки | США Стівен Голкомб Стів Меслер Кертіс Томасевич Джастін Олсен | Німеччина Андре Ланге Кевін Куске Александер Редігер Мартін Путце | Канада Ліндон Раш Девід Біссетт Лассель Браун Кріс ле Біган |

## Виноски
1. ↑  Following an appeal to the Court of Arbitration for Sport, Australia were awarded an additional spot in the two-woman bobsled competition. The Australian appeal was based on the grounds that Oceania was not represented in the competition. [4]

1. ↑  26 January 2010 FIBT bobsleigh two-man final quota for the 2010 Winter Olympics. [Архівовано 10 липня 2011 у Wayback Machine.] — accessed 27 January 2010.
2. ↑  26 January 2010 FIBT bobsleigh four-man final quota for the 2010 Winter Olympics. [Архівовано 10 липня 2011 у Wayback Machine.] — accessed 27 January 2010.
3. ↑  26 January 2010 FIBT bobsleigh two-woman final quota for the 2010 Winter Olympics. [Архівовано 3 січня 2014 у Wayback Machine.] — accessed 27 January 2010.
4. ↑  "Australian pair bob up to sleigh their detractors". 11 February 2010 Sydney Morning Herald. - accessed 10 February 2010.